# Heinkel He 63
Хейнкель He 63 (нем. Heinkel He  63) — немецкий учебно-тренировочный самолёт.
Heinkel He 63 был спроектирован в 1930 году по заказу Deutsche Verkehrsfliegerschule. He 63 предназначался для обучения пилотов, радистов и наблюдателей, а также для аэрофотосъемки и разведки. Из-за отсутствия финансирования, строительство началось в 1932 году. Испытания были проведены в Травемюнде. Вооружение состояло из одного 7,92-мм пулемета MG-17.